# Mariana Weissmann
Mariana Weissmann (* 17. Dezember 1933 in Buenos Aires, Argentinien) ist eine argentinische Physikerin  und Hochschullehrerin. Sie erhielt 2003 als erste Argentinierin für ihre Vorreiterrolle beim Einsatz von Computern zur Untersuchung der Eigenschaften kondensierter Materie den UNESCO-L’Oréal-Preis.

## Leben und Werk
Weissmann studierte Mathematik und dann Physik an der Facultad de Ciencias Exactas y Naturales der Universidad de Buenos Aires und erlangte einen Abschluss in Physik. Sie forschte dann in der Abteilung für Meteorologie bei Norah V. Cohan. Zu dieser Zeit wurde an verschiedenen Orten auf der Welt untersucht, wie Hagel entsteht, welche Unregelmäßigkeiten seine Formen haben und welche Wolken Hagel erzeugen. Weissmann untersuchte die makroskopischen und mikroskopischen Eigenschaften verschiedener Materialien mit rechnerischen Methoden unter Verwendung von Quantenmechanik und Simulationen. Ihre Dissertation entstand aus Studien zur elektrischen Leitfähigkeit aufgrund von Eisdefekten. Sie promovierte 1964 bei  Cohan an der Universidad de Buenos Aires und absolvierte ein Aufbaustudium am California Institute of Technology in Pasadena (Kalifornien).
Als Assistenzprofessorin forschte sie von 1965 bis 1966 in der Abteilung für Meteorologie der Universität Buenos Aires, dann bis 1967 als Gastprofessorin an der University of Oregon und später als Gastforscherin an der Syracuse University. Von 1968 bis 1971 war sie Forschungsleiterin an der Universidad de Chile.

## Forschung
Von 1972 bis 2006 wurde sie als Wissenschaftlerin von der staatlichen Forschungsförderungsorganisation CONICET gefördert und arbeitete bei der Atomenergiekommission CNEA. 1999 war sie im Bereich Physik die erste Frau im Rang eines Senior Researcher des CONICET. Sie beschäftigte sich mit der theoretischen Untersuchung und numerischen Simulation der Eigenschaften fester Materialien, so beispielsweise mit der Berechnung der elektronischen, magnetischen Struktur und Transporteigenschaften von Oberflächen, Grenzflächen oder Clustern. Ihre Arbeiten über die Bildung von Eis eröffneten die Möglichkeit, Wolken zu erzeugen, um Regen zu verursachen. Sie interessierte sich für Siliziumoberflächen, deren Wechselwirkung mit Kohlenstoffatomen und auch für neue Moleküle wie Fullerene.
Während eines Aufenthalts in Grenoble begann sie 1977 das Problem der molekularen Dynamik von Clustern zu untersuchen, um herauszufinden, was der Fusionsprozess ist und wann die Ergodenhypothese ihre Gültigkeit verliert. In Venezuela forschte sie von 1979 bis 1981 in diesem Bereich als Professorin an der Physikabteilung der Universidad Simón Bolívar. 1986 wurden supraleitende Oxide mit hoher kritischer Temperatur entdeckt, wobei sie wichtige Beiträge in einem der damals wettbewerbsintensivsten Bereiche leistete. Seit 1990 interessierte sie sich für den Magnetismus niederdimensionaler Systeme. Bis 1991 war sie Gastprofessorin am Institut für Physik der kondensierten Materie der Autonomen Universität Madrid.
Sie arbeitete mit Forschern der Universität São Paulo, der Universität Straßburg und der Universität Marseille zusammen.
Sie veröffentlichte mehr als 100 Forschungsarbeiten in Fachzeitschriften.

## Mitgliedschaften
- seit 1960: Mitglied der Asociación Física Argentina
- 1979–1982: Senior Associate Member, International Centre for Theoretical Physics (ICTP), Triest
- seit 1980: Mitglied der American Physical Society
- 1996: Nominiert als Vollmitglied der National Academy of Exact, Physical and Natural Wissenschaften von Buenos Aires
- seit 2001: Argentinische Vertreterin im Lateinamerikanischen Zentrum für Physik (CLAF)

## Auszeichnungen (Auswahl)
- 1966: als erste Frau zum ordentlichen Mitglied der National Academy of Exact, Physical and Natural Sciences ernannt
- 2003: Premios Konex
- 2003: UNESCO-L’Oréal-Preis für Frauen in der Wissenschaft[2][3][4]
- 2010ː UBA – Medalla del Bicentenario, Programa Puertas del Bicentenario und Kulturministerium von Buenos Aires[5]

## Veröffentlichungen (Auswahl)
- Mariana Weissmann, L. Blum, Norah V. Cohan: On the hydrogen bond in an ice-like structure, Chemical Physics Letters, Volume 1, Issue 3, 1967, Pages 95–98.
- mit Chu-Chun Fu, Andrés Saúl: Molecular dynamics study of dimer flipping on perfect and defective Si(001) surfaces.  Surface Science, Volume 494, Issue 2, 2001, S. 119–130.  doi: 10.1016/S0039-6028(01)01451-0.
- mit Chu-Chun Fu, Maider Machado, Pablo Ordejón: Ab initiostudy of silicon-multisubstituted neutral and charged fullerenes. Physical Review B, 63, 8, 2001, doi: 10.1103/PHYSREVB.63.085411.